# تویوتا کمری
تویوتا کمری (به انگلیسی: Toyota Camry) خودرویی است که از سال ۱۹۸۰ تاکنون توسط شرکت خودروسازی ژاپنی تویوتا تولید شده‌است. واپسین نسل این خودرو اکس‌وی۸۰ نام دارد که اکنون در کشورهای تایلند، هند، چین، ژاپن و ایالات متحده تولید می‌شود.
نام این خودرو از واژه ژاپنی «kanmuri» به معنای «تاج» گرفته شده‌است.

## نگارخانه

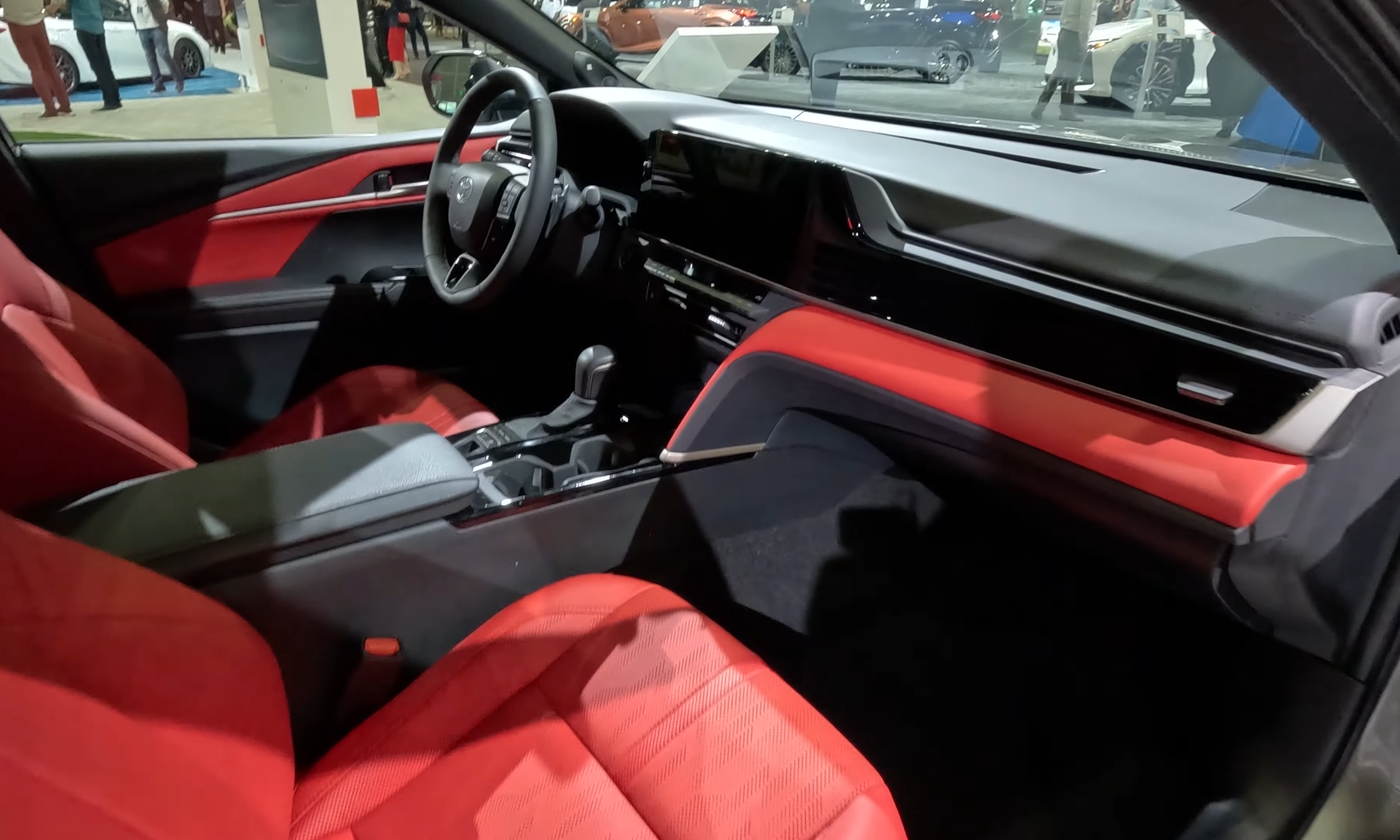
نمای درون تویوتا کمری اکس‌وی۸۰
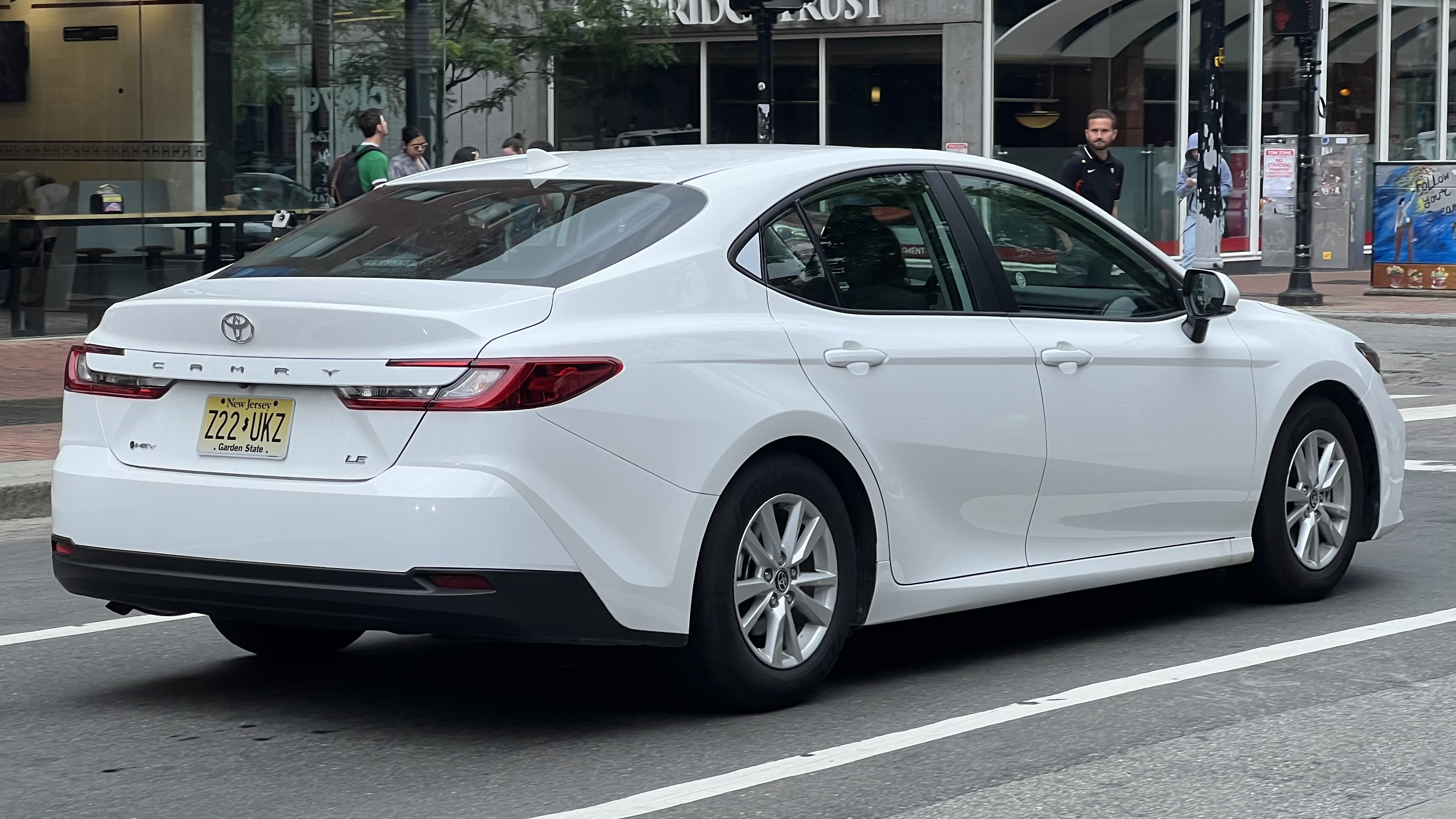
نمای پشت تویوتا کمری اکس‌وی۸۰
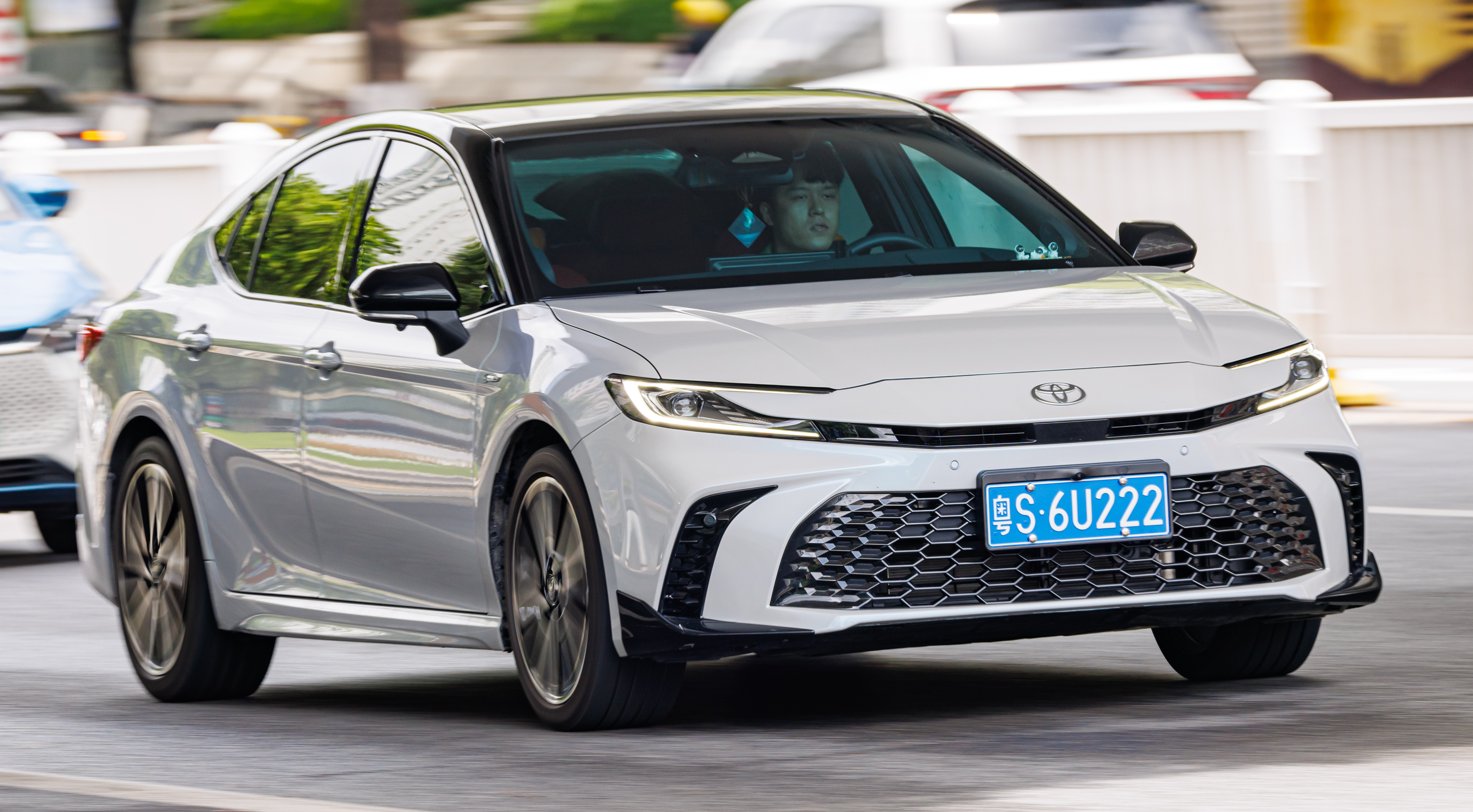
نمای جلوی تویوتا کمری اکس‌وی۸۰